# Anthony Holland
Anthony Holland (Brooklyn, 3 de marzo de 1928-Nueva York, 9 de julio de 1988) fue un actor estadounidense, conocido por sus actuaciones cómicas en teatro, cine y televisión.

## Trayectoria
Holland se graduó en la Universidad de Chicago y estudió actuación con Lee Strasberg durante la década de 1960. Fue uno de los miembros originales del grupo de comedia de improvisación The Second City.
En 1987, apareció en la adaptación de Martha Clarke de varios cuentos de Franz Kafka, The Hunger Artist, por la que recibió elogios del crítico de teatro del New York Times, Frank Rich.
Sus apariciones cinematográficas incluyeron la película de Bob Fosse de 1979 All That Jazz, la versión original de 1970 de The Out-of-Towners escrita por Neil Simon, Bye Bye Braverman de Sidney Lumet, Klute de Alan J. Pakula y la película de Paul Mazursky de 1982 Tempest. También apareció en series de televisión que incluyen Combat!, Columbo, The Mary Tyler Moore Show, MASH, Hill Street Blues y Cagney & Lacey. En 1973, protagonizó junto a Bernadette Peters y Carl Ballantine el especial de comedia musical de ABC Break Up.
Holland se suicidó en 1988. Había estado enfermo de VIH/SIDA.

## Filmografía (selección)
- Goldstein (1964) - Aid
- Fearless Frank (1967) - Alfred
- Bye Bye Braverman (1968) - Max Ottenstein
- Where It's At (1969) - Henry
- Midnight Cowboy (1969) - TV Bishop - New York
- Popi (1969) - Pickett
- The Virgin President (1969) - Machiavelli von Clausewitz
- The out of Twoners (1970) - Mr. Winkler
- Amantes y otros extraños (1970) - Donaldson
- Supergolpe en Manhattan (1971) - Psicólogo
- Klute (1971) - Actor's Agent
- Hammersmith Is Out (1972) - Oldham
- Parades (1972) - Filmmaker I
- Hearts of the West (1975) - Invitado a la fiesta en la playa
- Lucky Lady (1975) - Mr. Tully
- The Sentinel (1977) - Anfitrión de la fiesta
- House Calls (1978) - Moderador de televisión
- Rush It (1978) - Lewis & Lewis
- King of the Gypsies (1978) - Mr. Tomlin
- All That Jazz (1979) - Paul Dann
- Oh, God! Book II (1980) - Dr. Jerome Newell
- Tempest (1982) - Sebastian
- The Lonely Lady (1983) - Guy Jackson
- Walls (1984) - Frank McIntyre
- Wise Guys (1986) - Karl
- High Stakes (1986) - Nicholas von Reich
- The Christmas Star (1986) - Old Con[3]